# Sannohe (Aomori)
Sannohe (三戸町 Sannohe-machi?) es un pueblo localizado en la prefectura de Aomori, Japón. En octubre de 2018 tenía una población de 9.362 habitantes y una densidad de población de 61,7 personas por km². Su área total es de 151,79 km².

## Geografía

### Municipios circundantes
- Prefectura de Aomori
  - Nanbu
  - Takko
  - Shingō
- Prefectura de Iwate
  - Ninohe
- Prefectura de Akita
  - Kazuno

## Demografía
Según datos del censo japonés, la población de Sannohe ha disminuido en los últimos años.
| Año del censo | Población |
| ------------- | --------- |
| 1995          | 13.740    |
| 2000          | 13.223    |
| 2005          | 12.261    |
| 2010          | 11.299    |
| 2015          | 10.135    |